# Piacenza
Piacenza [pja'[ʧɛ]n[ʦ]a] este un oraș situat în partea de nord a Italiei, în regiunea Emilia-Romagna, pe malul drept la fluviului Pad, capitală a provinciei Piacenza. Orașul are aproximativ 99.150 locuitori.

## Geografie
Așezat la limita dintre Emilia-Romagna și Lombardia, orașul Piacenza suferă de marea atracție, îndeosebi economică, a marelui oraș Milano. Piacenza constituie un important nod feroviar și autorutier. Este situat la 61 de metri altitudine, în locul unde fluviul Pad primește apele afluentului său Trebbia. La 15 km spre sud, apar dealurile, iar relieful se ridică apoi spre Apeninul liguric.

## Istorie
A fost fondat în 218 î.Hr., sub formă de colonie militară romană, cu numele de Placentia.

## Monumente

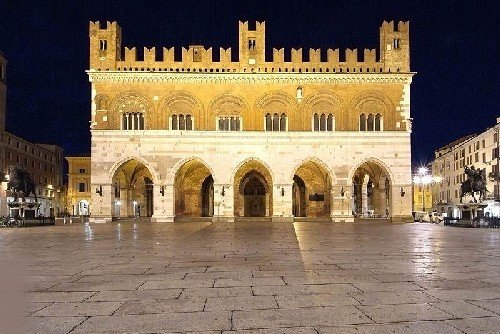
Piazza Cavalli şi faţada Palatului Comunal - Palazzo Gotico din Piacenza.

- Palatul Comunal Palazzo Gotico construit în 1281, se află în Piazza Cavalli.
- Palatul Farnese, care adăpostește muzeul municipal (construcția acestui palat a fost începută în 1568);
- Palatul Mandelli, edificat pe la jumătatea secolului al XVIII-lea. În zilele noastre adăpostește sediul Băncii Italiei (Banca d'Italia).
- Palazzo Landi  a fost edificat în Evul Mediu, dar reconstrucția sa de către meșterii lombarzi este de la sfârșitul secolului al XVI-lea. În zilele noastre, clădirea adăpostește sediul Tribunalului.
- Numeroase biserici, printre care:
  - Catedrala il Duomo (1122 - 1233), construită în stil roman
  - Biserica San Fancesco se află în Piazza Cavalli, la intersecția cu via XX Settembre. Este realizată în stilul gotic lombard al secolului al XIII-lea, în perioada (1278 - 1373).
  - Biserica Santa Maria di Campagna, în stil renascentist. Biserica Santa Maria di Campagna se găsește în Piazzale delle Crociate, piață numită așa deoarece în acest loc papa Urban al II-lea a inițiat prima cruciadă, în anul 1095. Biserica a fost edificată între anii 1522 - 1528, pentru a se putea păstra aici mai demn o sculptură în lemn policrom a Madonnei cunoscută sub numele de  "Madonna della Campagnola" venerată ca miraculoasă.[2]
  - Basilica di Sant'Antonino, patronul orașului, este un alt exemplu de construcție în stilul romanic și este caracterizată printr-un turn octogonal. În bazilică se păstrează relicvele[3]sfântului Antonin, martir creștin ucis în apropiere de Travo, în Val Trebbia.
- Teatrul municipal, dedicat lui Giuseppe Verdi;
- Galeria de artă modernă „Ricci Oddi”.

## Demografie
Piacenza - evoluția demografică

|  | Graficele sunt indisponibile din cauza unor probleme tehnice. Mai multe informații se găsesc la Phabricator și la wiki-ul MediaWiki. |

Date: Recensăminte sau birourile de statistică - grafică realizată de Wikipedia

## Personalități născute aici
- Giorgio Armani (n. 1934), designer vestimentar;
- Gianni Pettenati (n. 1945), cântăreț;
- Simone Inzaghi (n. 1976), fotbalist, antrenor.